# 통일열차
통일열차는 KBS 한민족방송(AM 972, 6015, 1170㎑)에서 방송되는 북한 관련  시사 교양 프로그램이다. 진행자는 이형걸 아나운서이며, 방송시간은 매일 밤 12시 5분부터 새벽 1시까지다.

## 코너소개
- 지금 북한에선 with 장슬기, 하윤아 (월-금) : 북한 전문매체의 기자들이 들려주는 북한 사회의 생생한 소식들
- 이슈! 분석 미국 RFA 소식 with 노정민, 김진국 (월/수/금) : 미국 워싱턴 정가에서 바라보는 한반도 정세
- 이슈! 분석 한반도정세 with 김광진, 김용현, 봉영식 등 (화요일) : 북한 전문가들이 심층 분석하는 남북한을 둘러싼 한반도 주변 정세
- 이슈! 분석 북한언론 다시 읽기 with 김서연 (수요일) : 북한전문기자가 집중 분석하고 해설하는 노동신문과 북한 언론의 기사들
- 이슈! 분석 한반도통신 with 봉영식, 김용현 (목요일) : 북한전문기자의 예리한 시각으로 분석하는 남북한 주요 이슈
- KBS 월드통신원 (월-금) :  각국 통신원을 연결해 전세계 다양한 소식을 듣는다 (호주, 태국, 미국, 일본, 독일 or 프랑스)
- 서울통신 김지영의 서울이야기 with 김지영 (월요일) : 탈북인 김지영씨가 서울 생활을 통해 비교해보는 남북한의 생생한 이모저모
- 서울통신 서울트렌드 따라잡기 with 김성신 (화요일) : 오늘을 사는 한국인들이 주도하는 새로운 변화 트렌드의 소개와 분석
- 서울통신 만나고 왔습니다 with 정수진 (수요일) : 성공적으로 정착한 탈북인 & 남북관계 개선을 위해 일하는 사람들을 만나본다.
- 서울통신 길위의 숨겨진 역사를 찾아서 with 권기봉 (목요일) : 역사 여행 작가가 탐방하고 소개해주는 전국 각지의 의미있는 역사 현장
- 서울통신 현장! 통일속으로 with 이애리 (금요일) : 통일의 그날을 앞당기기 위해 애쓰는 현장 소개
- 지금 세계에선 with 강창욱 (토요일) : 국제문제 전문기자가 정리해주는 한주간의 주요 국제 뉴스
- 시사용어 해설 with 김정한 (토요일) : 매일 접하는 주요 시사 용어의 친절하고 상세한 해설
- 남북경제 바로 알기 with 정은이 (토요일) : 북한 경제 전문가의 남북한 경제 심층 비교 분석
- 초대석 (일요일) : 남북관련 뉴스, 화제의 인물 초대 인터뷰
- 우리 전통 음악이야기 with 임란경 (일요일) : 국악 전문가가 들려주는 남북한의 전통 국악에 대한 재미있고 친절한 해설